# 伊瓦諾-斯林基夫卡
49°8′37″N 35°50′2″E / 49.14361°N 35.83389°E
伊瓦諾-斯林基夫卡（烏克蘭語：Івано-Слиньківка），是烏克蘭東部的村莊，隸屬哈爾科夫州的別列斯京區。該村始建於1921年，面積0.46平方公里，海拔高度151米，2001年人口271，人口密度每平方公里589.1人。